# Johann Michael Hambach
Johann Michael Hambach, peintre allemand de natures mortes du XVIIe siècle, a été actif à Cologne de 1672 à 1686.

## Biographie
Le curé de l'église de Klein St Martin ayant attesté qu'il était un vrai catholique, le 9 octobre 1673, il devint citoyen de la ville à titre gratuit, en raison de la pauvreté de ses parents.
Maître à la guilde de Cologne depuis le 16 août 1673, il en devint doyen en 1683.
Hambach était un disciple enthousiaste de Nikolaus Gülich (1644-1686), qui déchaîna une rébellion à Cologne contre le népotisme rampant, la fraude et la corruption du gouvernement de la ville. Lorsque la rébellion fut réprimée en 1686 par l'ancien gouvernement, Hambach fut tenu pour responsable par le conseil municipal et l'empereur d'être l'un des insurgés ("einer der Tumutuanten"). Après cette date, il n'y a plus de données disponibles et aucune autre œuvre signée et datée n'est connue,.

## Œuvres

### En collection publique
- Nature morte avec du fromage et du vin, huile sur toile, 62 × 80 cm, Musée Wallraf Richartz, Cologne[3]

### En collection privée
- Nature morte à la viande et au pain, huile sur panneau, 87 x 71 cm, 37 × 50 cm, Collection privée, vente Dorotheum 2011[4]
- Nature morte de grives et de matériel de capture d'oiseaux, 1675, huile sur toile, 67 × 45 cm, Collection privée, vente 2007[5]
- Nature morte au petit déjeuner, huile sur bois, 43 × 58 cm, Collection privée, Vente 2006[6]
- Nature morte au jambon, huile sur toile, 60 × 81 cm, Collection privée, Vente Manson & Woods Christie 1990 Jambon, Vente Christie's 1990 (Rkd)
- Trompe l'œil avec un attirail militaire, huile sur toile, 165 × 210 cm, Collection privée, vente Rafael Valls 2016[7]